# Visconde do Barreiro
Visconde do Barreiro é um título nobiliárquico criado por D. Luís I de Portugal, por Decreto de 3 de Junho e Carta de 5 de Agosto de 1870, em favor de Francisco da Silva e Melo Soares de Freitas.
Titulares
1. Francisco da Silva e Melo Soares de Freitas, 1.º Visconde do Barreiro;
2. José da Silva e Melo Soares de Freitas, 2.º Visconde do Barreiro.